# 洛斯查蘭特女子足球會
洛斯查蘭特女子足球會（Football Club Nordsjælland）是一家丹麥的女子足球球會，位於法魯姆，是洛斯查蘭特足球會的女子隊，並且與男子隊共同使用法魯姆公園體育場作為主場。

## 歷史
2018年，洛斯查蘭特足球會將法魯姆足球會的U-18隊納入其女子足球部。球隊只在甲組聯賽比賽了一季便獲得升上丹麥女子超級足球球賽的資格。

## 榮譽
- 丹麥女子超級足球球賽（英语：Danish Women's League）：
  - 冠軍 (1)：2023–24
- 丹麥女子盃（英语：Danish Women's Cup）：
  - 冠軍 (2)：2020, 2023

## 外部連結
- 官方網站 （页面存档备份，存于） （丹麥語）